# Pseudhisychius jutai
Pseudhisychius jutai är en insektsart som beskrevs av Marius Descamps 1979. Pseudhisychius jutai ingår i släktet Pseudhisychius och familjen Romaleidae. Inga underarter finns listade i Catalogue of Life.